# 13 Colorful Character
Albums de Morning Musume
12, Smart
(12 octobre 2011) 14 Shō ~The Message~
(29 octobre 2014)
Albums par Dream Morning Musume
Dreams 1
(20 avril 2011)
Compilations par Morning Musume
The Best! (...)
(25 sept. 2013)
Singles
1. Pyoco Pyoco Ultra
Sortie : 25 janvier 2012
2. Renai Hunter
Sortie : 11 avril 2012
3. One, Two, Three / The Matenrō Show
Sortie : 4 juillet 2012

 13 Colorful Character  (１３カラフルキャラクター, trad. : "13, Personnage en couleur") est le 13e album régulier du groupe Morning Musume, sorti en 2012.

## Présentation
L'album sort le 12 septembre 2012 au Japon sur le label zetima, onze mois seulement après le précédent, 12, Smart. Il est écrit, composé et produit par Tsunku. Il atteint la 6e place du classement des ventes de l'oricon, et reste classé pendant six semaines. Il sort également dans une édition limitée au format "CD+DVD", avec une pochette différente et un DVD en supplément.
C'est le premier album du groupe avec les quatre membres de la "dixième génération" intégrée en octobre 2011 : Haruna Iikubo, Ayumi Ishida, Masaki Satō, et Haruka Kudō. C'est aussi son premier album à sortir après les départs de Ai Takahashi (créditée sur l'album précédent), Risa Niigaki et Aika Mitsui, qui ont quitté le groupe durant l'année écoulée (les deux dernières ne sont pas créditées sur l'album bien qu'ayant participé à deux des titres, sortis en singles avant leur départ) ; c'est donc son premier album sans aucun membre des cinq premières générations, intégrées avant 2003. C'est aussi son dernier album avec Reina Tanaka, qui partira huit mois plus tard en mai 2013.
L'album contient douze titres, dont quatre déjà parus sur les trois singles (dont un "double-face A") sortis précédemment dans l'année : Pyoco Pyoco Ultra, Renai Hunter, et One, Two, Three / The Matenrō Show. Deux des nouvelles chansons sont interprétées en solo par les deux "anciennes" du groupe arrivées en 2003, Sayumi Michishige et Reina Tanaka, tandis qu'une autre est interprétée par les huit autres membres, toutes arrivées en 2011.

## Formation
Membres du groupe créditées sur l'album :
- 6e génération : Sayumi Michishige, Reina Tanaka
- 9e génération : Mizuki Fukumura, Erina Ikuta, Riho Sayashi, Kanon Suzuki
- 10e génération : Haruna Iikubo, Ayumi Ishida, Masaki Satō, Haruka Kudō

## Liste des titres
Toutes les chansons sont écrites et composées par Tsunku.
| CD          | CD                                                          | CD                                            | CD         | CD | CD | CD | CD | CD | CD |
| No          | Titre                                                       | Origine, ou interprètes                       | Durée      |    |    |    |    |    |    |
| ----------- | ----------------------------------------------------------- | --------------------------------------------- | ---------- | -- | -- | -- | -- | -- | -- |
| 1.          | One, Two, Three (One・Two・Three)                           | 50e single (co-face A)                        | 4 min 28 s |    |    |    |    |    |    |
| 2.          | What's Up? Ai wa Dō na no yo~ (What's Up? 愛はどうなのよ～) |                                               | 5 min 22 s |    |    |    |    |    |    |
| 3.          | Be Alive                                                    |                                               | 5 min 32 s |    |    |    |    |    |    |
| 4.          | Lalala no Pipipi (ラララのピピピ)                           | Par Sayumi Michishige en solo                 | 4 min 45 s |    |    |    |    |    |    |
| 5.          | Dokkan Cappricio (ドッカ～ン カプリッチオ)                  |                                               | 3 min 12 s |    |    |    |    |    |    |
| 6.          | The Matenrō Show (The 摩天楼ショー)                         | 50e single (co-face A)                        | 5 min 19 s |    |    |    |    |    |    |
| 7.          | Zero Kara Hajimaru Seishun (ゼロから始まる青春)             |                                               | 5 min 09 s |    |    |    |    |    |    |
| 8.          | Renai Hunter (恋愛ハンター)                                 | 49e single (avec Aika Mitsui et Risa Niigaki) | 4 min 45 s |    |    |    |    |    |    |
| 9.          | Chikyū ga Naiteiru (地球が泣いている)                       |                                               | 5 min 15 s |    |    |    |    |    |    |
| 10.         | Namida Hitoshizuku (涙一滴)                                 | Par Reina Tanaka en solo                      | 3 min 16 s |    |    |    |    |    |    |
| 11.         | Waratte! You (笑って！YOU)                                  | Par les huit membres des 9e et 10e génération | 4 min 28 s |    |    |    |    |    |    |
| 12.         | Pyoco Pyoco Ultra (ピョロピョコウルトラ)                    | 48e single (avec Aika Mitsui et Risa Niigaki) | 5 min 00 s |    |    |    |    |    |    |
| 57 min 22 s |                                                             |                                               |            |    |    |    |    |    |    |

| 1. | Morning Musume Profile Movie (モーニング娘。プロフィールムービー) |  |
| 2. | Album Jacket (...) Making (アルバムジャケット撮影メイキング)      |  |